# 인두루역
인두루역(중국어: 银都路站)은 상하이시 민항구 신좡진(莘庄镇) 후민로(沪闵路) 및 인두로(银都路)에 위치한 상하이 지하철 5호선의 역으로, 상대식 승강장 형태를 이루고 있다.

## 버스 교통
712, 수민 선(徐闵线), 선춘 역(莘春线), 816, 마선 간선(马莘专线), 선펑 간선(莘枫专线), 선진 간선(莘金专线), 선난 간선(莘南专线), 수민 야간선(徐闵夜宵线)

## 역 출구
- 후민로 동측(滬閔路東側), 인두로 남(銀都路南)

## 연혁
- 2003년 11월 25일 5호선 개통

## 인접 역
| 상하이 지하철 5호선 | 상하이 지하철 5호선   | 상하이 지하철 5호선    |
| ------------------- | --------------------- | ---------------------- |
| 춘센루 신좡 방면    | ■ 상하이 지하철 5호선 | 좐챠오 민항개발구 방면 |